# Perilampus tasmanicus
Perilampus tasmanicus is een vliesvleugelig insect uit de familie Perilampidae. De wetenschappelijke naam is voor het eerst geldig gepubliceerd in 1912 door Cameron.